# لوتشانو ري تشيكوني
لوتشانو ري تشيكوني (بالإيطالية: Luciano Re Cecconi)‏ (مواليد 1 ديسمبر 1948) هو لاعب كرة قدم. يلعب مع منتخب إيطاليا لكرة القدم. سبق له أن لعب في كأس العالم لكرة القدم مع منتخب بلاده.

## مسيرته الكروية
لعب لوتشانو ري تشيكوني خلال مسيرته الاحترافية مع 3 أندية في عشرة مواسم وسجل خلالها 8 أهداف ضمن 219 مباراة. ولم يفز بأي موسم بالكأس وفاز في موسم واحد بالدوري.
خاض لوتشانو ري تشيكوني مسيرته مع نادي برو باتاريا في موسم 1967–68 ولمدة موسمين، مشاركًا في 36 مباراة ولم يسجل أي هدف. ثم انتقل إلى نادي فوجيا في موسم 1969–70 واستمر معه طيلة ثلاثة مواسم، حيث شارك في 74 مباراة سجل خلالها هدفين. لينتقل بعدها إلى نادي لاتسيو في موسم 1972–73 ليلعب معه خمسة مواسم، مشاركًا في 109 مباراة سجل خلالها 6 أهداف.

## روابط خارجية
- لوتشانو ري تشيكوني على موقع الاتحاد الدولي (مؤرشف)  (الإنجليزية)
- لوتشانو ري تشيكوني على موقع قاعدة بيانات كرة القدم.إي يو (الإنجليزية)
- لوتشانو ري تشيكوني على موقع ناشيونال فوتبول تيمز (الإنجليزية)
- لوتشانو ري تشيكوني على موقع عالم كرة القدم.نت (الإنجليزية)